# 海鱷亞目
海鱷亞目（學名：Thalattosuchia），簡稱海鱷，是一個海生鱷形超目演化支，生存於侏儸紀早期到白堊紀早期，並且分佈到全球。
海鱷亞目是由Fraas在1901年命名。學者對海鱷類的分類有不同意見，海鱷類可能是中鱷亞目裡的下目，也可能是亞目。然而，中鱷亞目因為本身是個並系群，所以不再使用。為了尋求一致，海鱷類依舊是個亞目，但所處的目，目前還沒有命名。

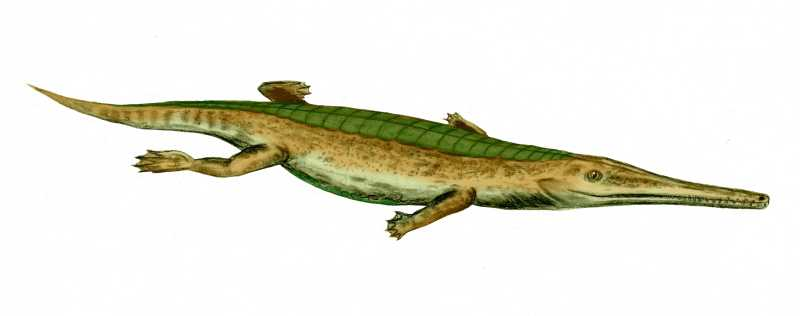
洋蜥鱷，屬於真蜥鱷科

在1982年埃瑞克·比弗托證實早期的地蜥鱷科與真蜥鱷科擁有共同的特徵，牠們構成海鱷亞目的兩個科。有些真蜥鱷科的早期成員在非水生的棲息地發現，顯示海鱷類是從半水生物種演化成完全水生物種。
洋蜥鱷的分類有爭議，有研究人員將牠歸類於真蜥鱷科，或是地蜥鱷科與真蜥鱷科的姐妹分類單元。其他科學家認為洋蜥鱷是種原始地蜥鱷科。